# Chaqabol
Chaqābol (farsi چقابل) è una città dello shahrestān di Kuhdasht, circoscrizione di Romeshkan, nella provincia del Lorestan. Aveva, nel 2006, una popolazione di 4.801 abitanti.